# Manovre d'amore
Manovre d'amore è un film del 1941 diretto da Gennaro Righelli e tratto dalla commedia Guerra in tempo di pace (Krieg im Frieden) di Gustav von Moser e Franz von Schönthan.

## Trama
Durante le grandi manovre, uno squadrone di lancieri si accampa nei pressi di un piccolo villaggio nei dintorni di Vienna e il generale con tutto lo Stato Maggiore viene ospitato nella villa di un signore locale, dove, oltre ai padroni di casa, abitano tre  fanciulle molto graziose: la figlia del padrone di casa, una sua cugina e una istitutrice. Naturalmente fra le tre giovani ed i baldanzosi ufficiali nasce una guerra incruenta fatta di bisticci, e attenzione sollecitate e poi respinte e piccole incomprensioni, manovre amorose, non meno movimentate di quelle manovre in cui sono impegnati i soldati nelle campagne circostanti. La conclusione è scontata: tre felici matrimoni.

## Produzione
Girato negli studi di Cinecittà, uscì nelle sale all'inizio del gennaio 1941. Le scenografie sono di Fulvio Jacchia che non figura sui titoli di testa per motivi razziali, mentre le canzoni Principe azzurro e Suona trombettier! sono di Argella-Bonfanti.

## Stampa
- "[...] Da codesta commedia tipicamente ottocentesca, Righelli ha tratto un filmetto grazioso e piacevolmente ingenuo, che scorre via come l'acqua e non lascia tracce, ma che il pubblico ha mostrato di gradire, forse perché quel mondo ormai lontano e inverosimile, con i suoi garbati costumi e la candida spensierataggine, muove non tanto il nostro rimpianto quanto il nostro stupore; forse perché gli interpreti, tutti simpatici e diligenti, piacciono per quel loro simpatico modo di stare in mezzo alla vicenda, con garbo e caricaturale insieme ed elegante manierismo". (Adolfo Franci, L'Illustrazione Italiana, n. 1, 5 gennaio 1941)
- "Questo film di Righelli è fra i meglio riusciti della sua produzione di questi ultimi anni [...] c'è infatti un'aria indovinata, piena di garbo, di freschezza, di vivacità. (Giuseppe Isani, Cinema, 5 gennaio 1941)